# ویبوناتی
ویبوناتی (به ایتالیایی: Vibonati) یک کومونه در ایتالیا است که در استان سالرنو واقع شده‌است. ویبوناتی ۲۰٫۳۴ کیلومتر مربع مساحت و ۳٬۲۳۷ نفر جمعیت دارد و ۱۱۰ متر بالاتر از سطح دریا واقع شده‌است.